# Sofia Kenin
Sofia Anna Kenin (ur. 14 listopada 1998 w Moskwie) – amerykańska tenisistka rosyjskiego pochodzenia, zwyciężczyni Australian Open 2020 i finalistka French Open 2020 w konkurencji gry pojedynczej, finalistka juniorskiego US Open 2015 w grze pojedynczej dziewcząt.

## Kariera tenisowa
W rozgrywkach zawodowych zadebiutowała w marcu 2013 roku, biorąc udział w turnieju rangi ITF w Gainesville. Wystąpiła tam dzięki dzikiej karcie przyznanej przez organizatorów. Po wygraniu kwalifikacji odpadła w pierwszej rundzie. Na swoim koncie ma wygrane cztery turnieje rangi ITF w grze pojedynczej i dwa w grze podwójnej.
W 2015 roku osiągnęła finał US Open w grze pojedynczej dziewcząt, w którym przegrała z Dalmą Gálfi.
W 2018 roku awansowała do czołowej 50 rankingu WTA oraz odniosła pierwsze w karierze zwycięstwo nad zawodniczką z pierwszej dziesiątki, pokonując zajmującą miejsce 6. Caroline Garcię. W sezonie 2019 w trzeciej rundzie French Open pokonała Serenę Williams, wygrała trzy turnieje rangi WTA (Hobart, Santa Ponça, Kanton) w grze pojedynczej i dwa w grze podwójnej – w Auckland w parze z Eugenie Bouchard oraz w Pekinie w parze z Bethanie Mattek-Sands. Dotarła wówczas na najwyższe w dotychczasowej karierze 12. miejsce rankingu WTA, kończąc sezon na pozycji 14.
Podczas Australian Open w 2020 roku awansowała do finału, pokonując w półfinale najwyżej rozstawioną Ashleigh Barty. W meczu mistrzowskim wygrała z Garbiñe Muguruzą wynikiem 4:6, 6:2, 6:2. Kolejny wielkoszlemowy finał osiągnęła podczas French Open w tym samym sezonie. Tym razem przegrała z Igą Świątek wynikiem 4:6, 1:6.

## Historia występów wielkoszlemowych
Legenda
     W, wygrany turniej
     F, przegrana w finale
     SF, przegrana w półfinale
     QF, przegrana w ćwierćfinale
     xR, przegrana w x rundzie
     Qx, przegrana w x rundzie kwalifikacji
     A, brak startu
     NH, turniej nie odbył się

### Występy w grze pojedynczej
| Australian Open        | A   | A   | A   | 1R | 2R | W  | 2R | 1R  | 1R | 1R | 1R | 1 / 8  | 9 – 7   |  |  |  |  |  |  |  |  |  |  |  |  |  |  |
| French Open            | A   | A   | Q2  | 1R | 4R | F  | 4R | A   | Q1 | 3R | 3R | 0 / 6  | 15 – 6  |  |  |  |  |  |  |  |  |  |  |  |  |  |  |
| Wimbledon              | A   | A   | Q1  | 2R | 2R | NH | 2R | A   | 3R | 1R | 2R | 0 / 6  | 6 – 6   |  |  |  |  |  |  |  |  |  |  |  |  |  |  |
| US Open                | 1R  | 1R  | 3R  | 3R | 3R | 4R | A  | 1R  | 2R | 2R |    | 0 / 9  | 11 – 9  |  |  |  |  |  |  |  |  |  |  |  |  |  |  |
|                        |     |     |     |    |    |    |    |     |    |    |    |        |         |  |  |  |  |  |  |  |  |  |  |  |  |  |  |
| Ranking na koniec roku | 620 | 212 | 113 | 52 | 14 | 4  | 12 | 235 | 33 | 86 |    | 1 / 29 | 41 – 28 |  |  |  |  |  |  |  |  |  |  |  |  |  |  |

### Występy w grze podwójnej
| Australian Open        | A   | A    | A   | A   | 1R | 3R | 1R  | 1R  | 1R  | 1R | 1R | 0 / 7  | 2 – 7   |  |  |  |  |  |  |  |  |  |  |  |  |  |  |
| French Open            | A   | A    | A   | A   | 2R | QF | A   | A   | A   | 2R | 1R | 0 / 4  | 5 – 4   |  |  |  |  |  |  |  |  |  |  |  |  |  |  |
| Wimbledon              | A   | A    | A   | 2R  | 1R | NH | 1R  | A   | A   | 3R | QF | 0 / 5  | 5 – 5   |  |  |  |  |  |  |  |  |  |  |  |  |  |  |
| US Open                | A   | A    | A   | 1R  | 1R | 2R | A   | 1R  | 1R  | 3R |    | 0 / 6  | 3 – 6   |  |  |  |  |  |  |  |  |  |  |  |  |  |  |
|                        |     |      |     |     |    |    |     |     |     |    |    |        |         |  |  |  |  |  |  |  |  |  |  |  |  |  |  |
| Ranking na koniec roku | 745 | 1061 | 603 | 300 | 39 | 34 | 108 | 150 | 434 | 23 |    | 0 / 22 | 15 – 22 |  |  |  |  |  |  |  |  |  |  |  |  |  |  |

### Występy w grze mieszanej
| Australian Open | A | A | A  | A | A | A  | A | A | A | A | A | 0 / 0 | 0 – 0 |  |  |  |  |  |  |  |  |  |  |  |  |  |  |
| French Open     | A | A | A  | A | A | NH | A | A | A | A | A | 0 / 0 | 0 – 0 |  |  |  |  |  |  |  |  |  |  |  |  |  |  |
| Wimbledon       | A | A | A  | A | A | NH | A | A | A | A | A | 0 / 0 | 0 – 0 |  |  |  |  |  |  |  |  |  |  |  |  |  |  |
| US Open         | A | A | 1R | A | A | NH | A | A | A | A |   | 0 / 1 | 0 – 1 |  |  |  |  |  |  |  |  |  |  |  |  |  |  |
|                 |   |   |    |   |   |    |   |   |   |   |   |       |       |  |  |  |  |  |  |  |  |  |  |  |  |  |  |
|                 |   |   |    |   |   |    |   |   |   |   |   | 0 / 1 | 0 – 1 |  |  |  |  |  |  |  |  |  |  |  |  |  |  |

## Finały turniejów WTA
| Legenda                     | Legenda |
| --------------------------- | ------- |
| Wielki Szlem                |         |
| Igrzyska olimpijskie        |         |
| WTA Tour Championships      |         |
| 2009 – 2020                 |         |
| WTA Premier Mandatory       |         |
| WTA Premier 5               |         |
| WTA Premier                 |         |
| WTA International Series    |         |
| WTA 125K series (2012–2020) |         |
| od 2021                     |         |
| WTA 1000 (obowiązkowe)      |         |
| WTA 1000 (nieobowiązkowe)   |         |
| WTA 500                     |         |
| WTA 250                     |         |
| WTA 125                     |         |

### Gra pojedyncza 10 (5–5)
| Końcowy wynik | Nr | Data                 | Turniej         | Nawierzchnia  | Przeciwniczka             | Wynik finału        |
| ------------- | -- | -------------------- | --------------- | ------------- | ------------------------- | ------------------- |
| Zwyciężczyni  | 1. | 12 stycznia 2019     | Hobart          | Twarda        | Anna Karolína Schmiedlová | 6:3, 6:0            |
| Finalistka    | 1. | 2 marca 2019         | Acapulco        | Twarda        | Wang Yafan                | 6:2, 3:6, 5:7       |
| Zwyciężczyni  | 2. | 23 czerwca 2019      | Santa Ponça     | Trawiasta     | Belinda Bencic            | 6:7(2), 7:6(5), 6:4 |
| Zwyciężczyni  | 3. | 21 września 2019     | Kanton          | Twarda        | Samantha Stosur           | 6:7(4), 6:4, 6:2    |
| Zwyciężczyni  | 4. | 1 lutego 2020        | Australian Open | Twarda        | Garbiñe Muguruza          | 4:6, 6:2, 6:2       |
| Zwyciężczyni  | 5. | 8 marca 2020         | Lyon            | Twarda (hala) | Anna-Lena Friedsam        | 6:2, 4:6, 6:4       |
| Finalistka    | 2. | 10 października 2020 | French Open     | Ceglana       | Iga Świątek               | 4:6, 1:6            |
| Finalistka    | 3. | 16 września 2023     | San Diego       | Twarda        | Barbora Krejčíková        | 4:6, 6:2, 4:6       |
| Finalistka    | 4. | 27 października 2024 | Tokio           | Twarda        | Zheng Qinwen              | 6:7(5), 3:6         |
| Finalistka    | 5. | 6 kwietnia 2025      | Charleston      | Ceglana       | Jessica Pegula            | 3:6, 5:7            |

### Gra podwójna 5 (4–1)
| Końcowy wynik | Nr | Data                | Turniej    | Nawierzchnia | Partnerka             | Przeciwniczki                      | Wynik finału      |
| ------------- | -- | ------------------- | ---------- | ------------ | --------------------- | ---------------------------------- | ----------------- |
| Zwyciężczyni  | 1. | 6 stycznia 2019     | Auckland   | Twarda       | Eugenie Bouchard      | Paige Hourigan Taylor Townsend     | 1:6, 6:1, 10-7    |
| Zwyciężczyni  | 2. | 6 października 2019 | Pekin      | Ceglana      | Bethanie Mattek-Sands | Dajana Jastremśka Jeļena Ostapenko | 6:3, 6:7(5), 10–7 |
| Zwyciężczyni  | 3. | 11 lutego 2024      | Abu Zabi   | Twarda       | Bethanie Mattek-Sands | Linda Nosková Heather Watson       | 6:4, 7:6(4)       |
| Zwyciężczyni  | 4. | 31 marca 2024       | Miami      | Twarda       | Bethanie Mattek-Sands | Gabriela Dabrowski Erin Routliffe  | 4:6, 7:6(5), 11–9 |
| Finalistka    | 1. | 26 lipca 2025       | Waszyngton | Twarda       | Caroline Dolehide     | Taylor Townsend Zhang Shuai        | 1:6, 1:6          |

## Występy w Turnieju Mistrzyń

### W grze pojedynczej
| Rok  | Rezultat                             | Przeciwniczka   | Wynik        |
| 2019 | Faza grupowa (zawodniczka rezerwowa) | Elina Switolina | 5:7, 6:7(10) |

### W grze podwójnej
| Rok  | Rezultat              | Partnerka             | Przeciwniczki | Wynik         |
| 2024 | Zawodniczki rezerwowe | Bethanie Mattek-Sands | nie wystąpiły | nie wystąpiły |

## Występy w Turnieju WTA Elite Trophy

### W grze pojedynczej
| Rok  | Rezultat     | Przeciwniczka                 | Wynik                  |
| 2019 | Faza grupowa | Alison Riske Karolína Muchová | 6:4, 6:4 4:6, 6:4, 3:6 |

### W grze podwójnej
| Rok  | Rezultat     | Partnerka           | Przeciwniczki                                            | Wynik                         |
| 2019 | Faza grupowa | Oksana Kalasznikowa | Jiang Xinyu Tang Qianhui Ludmyła Kiczenok Andreja Klepač | 2:6, 6:4, 7–10 6:2, 4:6, 9–11 |

## Finały turniejów ITF
| turnieje z pulą nagród 100 000 $   |
| turnieje z pulą nagród 75/80 000 $ |
| turnieje z pulą nagród 50/60 000 $ |
| turnieje z pulą nagród 40 000 $    |
| turnieje z pulą nagród 25 000 $    |
| turnieje z pulą nagród 15 000 $    |
| turnieje z pulą nagród 10 000 $    |

### Gra pojedyncza 8 (4–4)
| Rezultat     |    | Data       | Turniej       | ($)     | Naw.             | Przeciwniczka       | Wynik            |
| Finalistka   | 1. | 15/03/2015 | Gainesville   | Ceglana | Katerina Stewart | 4:6, 6:4, 4:6       |                  |
| Zwyciężczyni | 1. | 24/01/2016 | Wesley Chapel | 25 000  | Ceglana          | Jesika Malečková    | 6:2, 6:2         |
| Zwyciężczyni | 2. | 24/07/2016 | Sacramento    | 50 000  | Twarda           | Grace Min           | 4:6, 6:1, 6:4    |
| Finalistka   | 2. | 02/10/2016 | Las Vegas     | 50 000  | Twarda           | Alison Van Uytvanck | 6:3, 6:7(4), 2:6 |
| Finalistka   | 3. | 22/01/2017 | Orlando       | 25 000  | Ceglana          | Katarzyna Piter     | 7:6(4), 2:6, 4:6 |
| Zwyciężczyni | 3. | 23/07/2017 | Stockton      | 60 000  | Twarda           | Ashley Kratzer      | 6:0, 6:1         |
| Finalistka   | 4. | 17/04/2016 | Lexington     | 60 000  | Twarda           | Grace Min           | 4:6, 1:6         |
| Zwyciężczyni | 4. | 22/07/2018 | Berkeley      | 60 000  | Twarda           | Nicole Gibbs        | 6:0, 6:4         |

### Gra podwójna 6 (2–4)
| Rezultat     |    | Data       | Turniej       | ($)    | Naw.    | Partnerka             | Przeciwniczki                        | Wynik          |
| Finalistka   | 1. | 14/03/2015 | Gainesville   | 10 000 | Ceglana | Marie Norris          | Ingrid Neel Fanny Stollár            | 3:6, 3:6       |
| Finalistka   | 2. | 28/01/2017 | Wesley Chapel | 25 000 | Ceglana | Elizabeth Halbauer    | Chanel Simmonds Renata Zarazúa       | 2:6, 6:7(5)    |
| Finalistka   | 3. | 19/02/2017 | Surprise      | 25 000 | Twarda  | Usue Maitane Arconada | Mariana Duque Mariño Nadia Podoroska | 6:4, 0:6, 5–10 |
| Zwyciężczyni | 1. | 22/07/2017 | Stockton      | 60 000 | Twarda  | Usue Maitane Arconada | Tammi Patterson Chanel Simmonds      | 4:6, 6:1, 10–5 |
| Zwyciężczyni | 2. | 11/11/2017 | Waco          | 80 000 | Twarda  | Anastasija Komardina  | Jessica Pegula Taylor Townsend       | 7:5, 5:7, 11–9 |
| Finalistka   | 4. | 21/04/2018 | Dothan        | 80 000 | Ceglana | Jamie Loeb            | Alexa Guarachi Erin Routliffe        | 4:6, 6:2, 9–11 |

## Finały juniorskich turniejów wielkoszlemowych

### Gra pojedyncza (1)
| Końcowy wynik | Rok  | Turniej | Nawierzchnia | Przeciwniczka | Wynik finału |
| Finalistka    | 2015 | US Open | Twarda       | Dalma Gálfi   | 5:7, 4:6     |